# Banksia acanthopoda
Banksia acanthopoda é uma espécie de arbusto da família Proteaceae. Cresce como um arbusto rasteiro, alcançando até 2 m de altura, com folhas espinhosas e cabeças florais compostas amarelas, chamadas inflorescências, formadas por 50 a 60 flores amarelas individuais. A floração ocorre durante o inverno do Hemisfério Sul. Endêmica do sudoeste da Austrália Ocidental, está restrita a poucas populações nas proximidades de Woodanilling [en], Katanning [en] e Darkan [en]. Devido à sua raridade, é classificada como "Prioridade Dois" na lista de conservação da flora pelo Departamento de Ambiente e Conservação da Austrália Ocidental.
Descrita pelo botânico Alex George em 1996 como Dryandra acanthopoda, a espécie foi renomeada em 2007, quando todas as espécies de Dryandra foram transferidas para o gênero Banksia. É pouco conhecida em cultivo, e sua sensibilidade ao fungo Phytophthora cinnamomi é incerta, embora provavelmente alta. Possui potencial como flor de corte.

## Descrição
Banksia acanthopoda é um arbusto rasteiro que atinge até 2 m de altura. Seus caules jovens são cobertos por pelos curtos e macios, que logo desaparecem. As folhas são longas, finas e curvas, com cinco a dez espinhos no pecíolo, margens foliares serrilhadas e ápice agudo. A lâmina foliar é verde-escura na face superior e branca com pelos na inferior, medindo de 5 a 13 cm de comprimento por 1 a 1,5 cm de largura, sustentada por um pecíolo de até 1,5 cm.
As inflorescências surgem em ramos laterais curtos, compostas por 50 a 60 flores amarelas densamente agrupadas em uma cabeça em forma de cúpula, com até 4 cm de diâmetro, cercadas por brácteas involucrais curtas. Como em outras espécies de Banksia, cada flor possui um perianto de quatro tépalas unidas, com uma antera em um filamento curto preso próximo ao ápice, e um único pistilo. Em B. acanthopoda, o perianto e o pistilo são amarelos; o perianto mede de 2,6 a 3 cm, e o pistilo é ligeiramente mais longo. A estrutura frutífera é uma cúpula lenhosa com até seis folículos castanho-claros, cada um contendo uma ou duas sementes.
Banksia acanthopoda assemelha-se a B. hewardiana [en], mas suas folhas são menores e pegajosas quando jovens. Suas cabeças florais são similares às de B. squarrosa [en], mas os perianto e pistilo são retos, não curvos, e mais longos.

## Taxonomia
As primeiras coletas de Banksia acanthopoda incluem um espécime coletado por Fred Humphreys [en] entre Katanning e Kwobrup [en] em 21 de dezembro de 1964, outro por Alex George a oeste de Woodanilling em 26 de julho de 1986, um por Ray Garstone ao norte de Woodanilling em 7 de outubro de 1986, e outro por Kenneth Newbey [en] a leste de Katanning. O espécime de George foi identificado como uma espécie não descrita, referida pelo nome de frase "Dryandra sp. 1 (A.S. George 16647)" até 1996, quando George a publicou formalmente como D. acanthopoda. O nome específico deriva do grego acantha ("espinho") e podos ("pé"), aludindo aos espinhos no pecíolo. O termo grego correto para "pé" é pous (πούς).
George classificou B. acanthopoda no gênero Dryandra, subgênero Dryandra, série Armatae, sugerindo que sua parente mais próxima é D. polycephala (atual B. polycephala [en]). Sua posição na classificação taxonômica de George para Dryandra, com emendas de 1999 e 2005, é a seguinte:

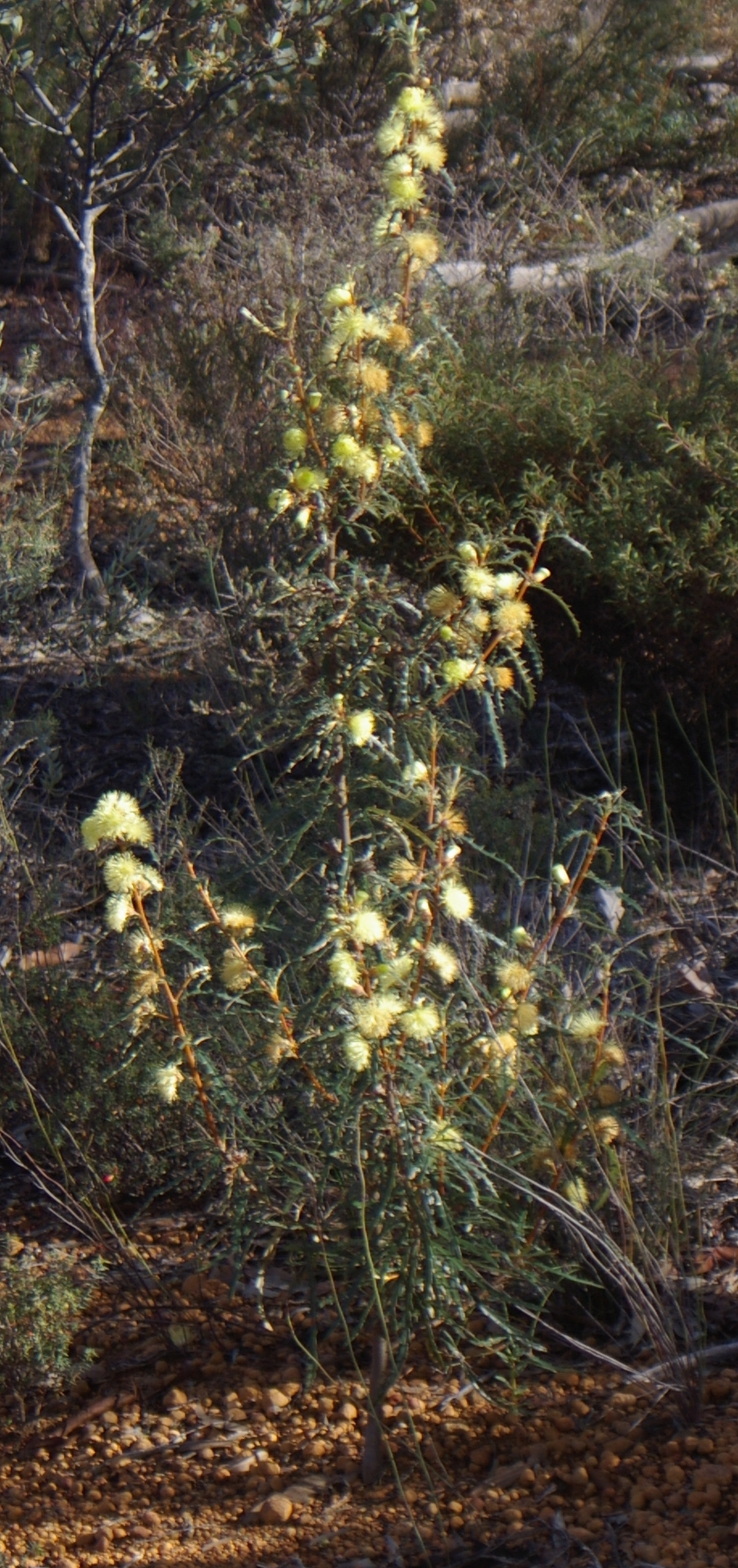
Arbusto jovem de Banksia acanthopoda.

Dryandra (atual Banksia ser. Dryandra)
D. subg. Dryandra
D. ser. Floribundae (1 espécie, 4 variedades)
D. ser. Armatae
D. cuneata (atual B. obovata [en])
D. fuscobractea (atual B. fuscobractea [en])
D. armata (atual B. armata [en]) (2 variedades)
D. prionotes (atual B. prionophylla [en])
D. arborea (atual B. arborea [en])
D. hirsuta (atual B. hirta [en])
D. pallida (atual B. pallida [en])
D. purdieana (atual B. purdieana [en])
D. xylothemelia (atual B. xylothemelia [en])
D. cirsioides (atual B. cirsioides [en])
D. acanthopoda (atual B. acanthopoda)
D. squarrosa (atual B. squarrosa [en]) (2 subespécies)
D. hewardiana (atual B. hewardiana [en])
D. wonganensis (atual B. wonganensis [en])
D. trifontinalis (atual B. trifontinalis [en])
D. stricta (atual B. strictifolia [en])
D. echinata (atual B. echinata [en])
D. polycephala (atual B. polycephala [en])
D. subpinnatifida (atual B. subpinnatifida [en]) (2 variedades)
D. longifolia (atual B. prolata [en]) (3 subespécies)
D. borealis (atual B. borealis [en]) (2 subespécies)
Essa classificação permaneceu até 2007, quando os botânicos Austin Mast [en] e Kevin Thiele [en] transferiram Dryandra para Banksia. Eles também publicaram o subgênero Spathulatae para táxons de Banksia com cotilédones em forma de colher, redefinindo o subgênero Banksia para aqueles sem essa característica. Sem uma classificação infragenérica completa para Dryandra, transferiram-na para Banksia no nível de série, minimizando alterações nomenclaturais, mas anulando a rica estrutura infragenérica de George. Assim, B. acanthopoda foi colocada no subgênero Banksia, série Dryandra.

## Distribuição e habitat

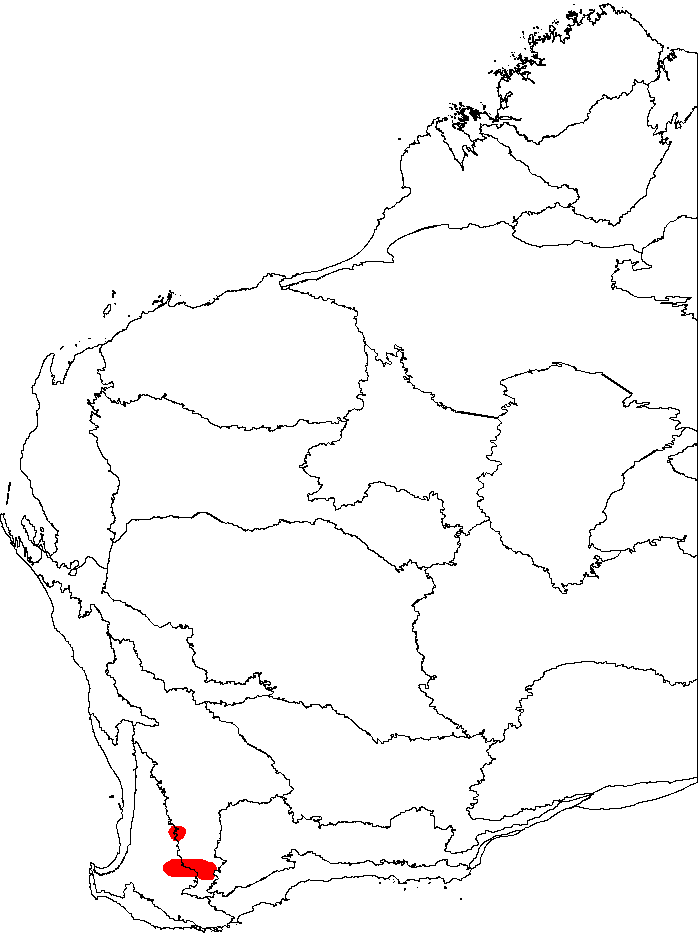
Distribuição de B. acanthopoda, mostrada em um mapa das regiões biogeográficas da Austrália Ocidental.

Banksia acanthopoda ocorre em poucas populações pequenas. Até 1999, acreditava-se que estava restrita à região biogeográfica Avon Wheatbelt [en], nas proximidades de Woodanilling e Katanning. Desde então, uma população foi descoberta na região da Floresta de Jarrah [en], ao sul de Darkan.
A espécie cresce em charnecas com solos lateríticos, por vezes com um dossel esparso de Eucalyptus wandoo ou Eucalyptus drummondii [en]. Outras espécies de B. ser. Dryandra que coexistem com ela incluem B. stuposa [en], Banksia armata var. ignicida e B. nobilis [en]. A região tem temperaturas médias de 9 a 22 °C, com até 40 dias acima de 30 °C, e precipitação anual média de 400 a 500 mm.

## Ecologia
Pouco se sabe sobre sua ecologia. A floração ocorre de maio a julho, e as sementes são liberadas anualmente. Quando publicada, Banksia acanthopoda foi listada como "Prioridade Três – Táxons Pouco Conhecidos" na Lista de Flora Rara e Prioritária do Departamento de Ambiente e Conservação da Austrália Ocidental. Desde então, foi elevada a "Prioridade Dois – Táxons Pouco Conhecidos". As ameaças variam por local. No Avon Wheatbelt, onde o solo é degradado por desmatamento agrícola, incluem perda de habitat por desmatamento, avanço da salinidade, fragmentação populacional, que afeta a diversidade genética, pressão de pastoreio, competição com ervas exóticas e alterações no regime de fogo, que podem eliminar gerações inteiras. Na Floresta de Jarrah, patógenos são a única ameaça identificada.
A suscetibilidade ao fungo Phytophthora cinnamomi é desconhecida. Um relatório de 2006, Management of Phytophthora cinnamomi for Biodiversity Conservation in Australia, indica que B. acanthopoda é "altamente suscetível", mas cita um artigo de 1994 que se refere a "Dryandra sp. Kamballup (M. Pieroni 20.9.88)", hoje B. ionthocarpa [en].
Estudos de armazenamento de sementes mostraram que B. acanthopoda mantém boa viabilidade em condições padrão de banco de genes. Após seis anos, 90% das sementes germinaram, taxa similar à de sementes frescas.

## Cultivo
Banksia acanthopoda é pouco cultivada, mas foi propagada com sucesso na The Banksia Farm, em Mount Barker [en], e nos Jardins Botânicos Reais de Cranbourne, Melbourne. É um arbusto rasteiro e desordenado, mas sua forma pode ser aprimorada com poda. Suas cabeças florais amarelas, que aparecem de julho a outubro, têm potencial para a indústria de flores de corte. Prefere solos bem drenados, sob sol pleno ou sombra parcial, e tolera condições secas após estabelecida. A propagação é feita por sementes, que germinam em três a cinco semanas, com taxa de germinação de 80 a 90%.